# Lamont, Kalifornien
Lamont är en ort (CDP) i Kern County, i delstaten Kalifornien, USA. Enligt United States Census Bureau har orten en folkmängd på 15 120 invånare (2010) och en landarea på 11,9 km².